# Zofia Atteslander
Zofia Atteslander (auch Sophie Atteslander, geborene Kunow (Kónow); * 13. März 1874 in Luborzyca bei Miechów; † 6. Februar 1924 in Berlin) war eine deutsch-polnische Malerin, 1889 bis zu ihrem Tod u. a. in Berlin, Paris und Wiesbaden tätig.

## Leben
Sie studierte anfangs in Krakau bei Jacek Malczewski, dann in München bei Franz von Lenbach, Heinrich Knirr und Stanisław Grocholski, seit 1902 in Dachau bei Adolf Hölzel. Sie widmete sich hauptsächlich der Porträtmalerei und dem Stillleben.
Während des Aufenthaltes 1904 in Wiesbaden schuf sie die Porträts der rumänischen Königsfamilie. Zofia Atteslander war ein frühes Mitglied des Deutschen Künstlerbundes. Ihr Name findet sich im Mitgliederverzeichnis des Ausstellungskatalogs zur 3. DKB-Jahresausstellung 1906 im Großherzoglichen Museum Weimar.
Später war sie in Paris tätig, wo sie 1908 mit mention honorable auf dem Salon der Französischen Künstler ausgezeichnet wurde.
Seit 1904 nahm sie Teil an den Ausstellungen der Warschauer Gesellschaft zur Förderung der Schönen Künste, seit 1903 an den Ausstellungen der Gesellschaften der Freunde der Schönen Künste in Krakau und Lemberg. Neben der Ölmalerei schuf sie auch Pastellbilder. Ihre Bilder signierte sie oft mit „Zo“.

Werke (Auswahl)
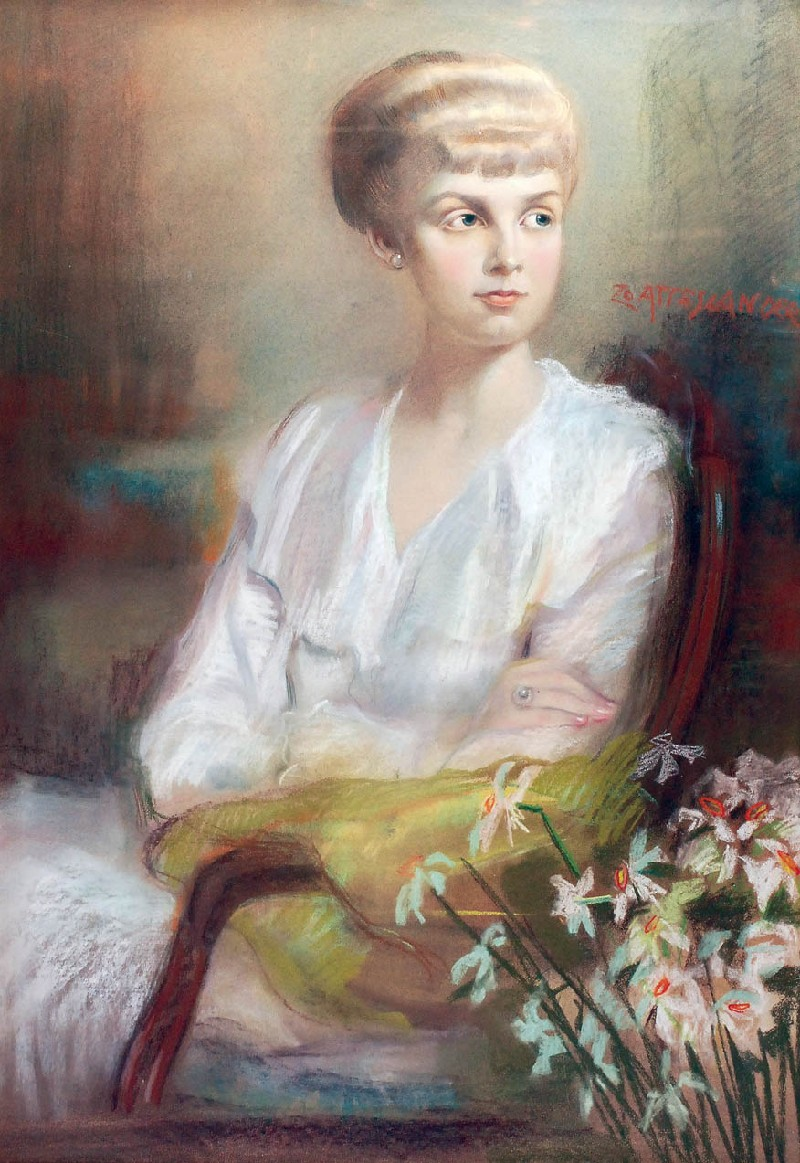
Porträt einer jungen Frau mit Narzissen
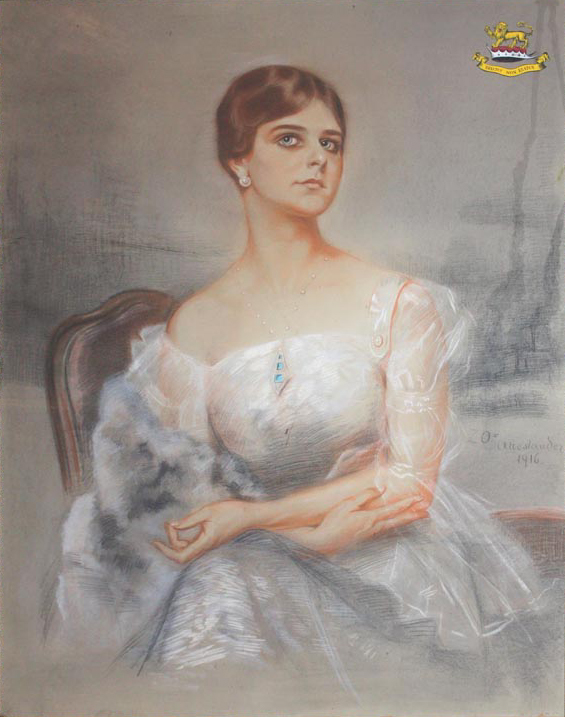
Frauenporträt
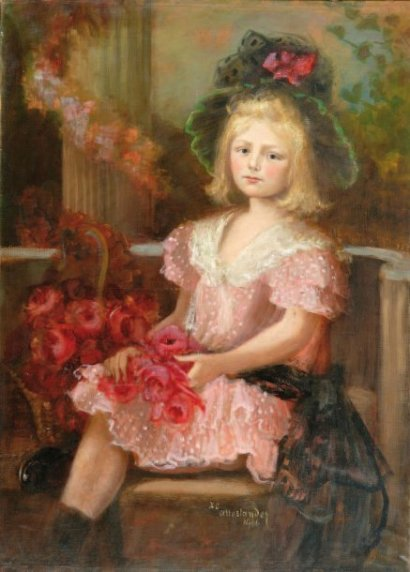
Mädchen im grünen Hut
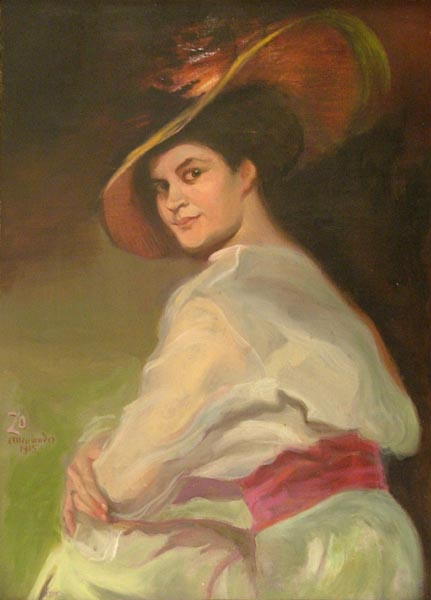
Porträt eines Mädchens im Hut
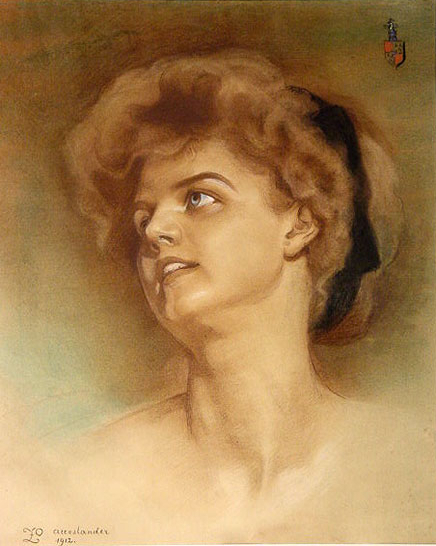
Porträt Lady Stanhope (1912)
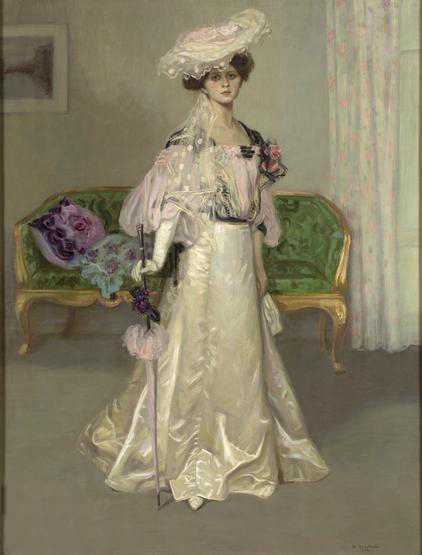
Porträt Elfa Cilly